# Andra slaget vid Ölands norra udde
Andra slaget vid Ölands norra udde ägde rum den 14 augusti 1564 och var ett sjöslag mellan Sverige å ena sidan och Danmark jämte Lübeck å den andra.
Den 12 augusti låg svenska flottan för ankar utanför Ölands kust, då danska flottan visade sig i dess närhet. Den danska flottan verkade förbereda sig för strid, men eftersom Horn ansåg läget ofördelaktigt för svenskarna, lättade han ankar och styrde mot Gotland. Danskarna landsteg då på Öland för att plundra ön. Kort därefter vände vinden och Horn ansåg att läget för svenska flottan blivit mer fördelaktigt. Han  beslöt därför att vända sina krigsskepp och möta danskarna. När danskarna såg de svenska skeppen närma sig lade de ut och de båda flottorna möttes i Kalmarsund. Nattmörket föll och striden avbröts, men återupptogs dagen därpå den 13:e, troligen hade skeppen då förflyttat sig söderut och ut ur Kalmarsund. Framåt kvällen började danskarna retirera, men svenskarna hann borda och erövra tre danska skepp (Böse Lejonet, Morian och David) och ta omkring 600 krigsfångar, innan den danska flottan slutligen drog sig tillbaka.